# Libia (mitologia)
Líbia (in greco antico: Λιβύη?, Libyē)  è un personaggio della mitologia greca, figlia di Epafo e di Menfi.
Dalla sua unione con Poseidone nacquero Agenore e Belo.
Líbia, sia nella mitologia greca sia in quella romana, è anche l'eponimo dell'antica Libia. Nel De mulieribus claris di Boccaccio viene perciò identificata con la prima regina dell'antica Libia.

## Mitologia greca
Líbia, come l'antica Etiopia e la Scizia, era una delle località mitologiche che circondavano il mondo conosciuto dagli Elleni e che, personificata come individuo, veniva fatta discendere da parte del padre Épafo re d'Egitto e figlio di Zeus ed Io.
Fu rapita da Poseidone che la rese madre di Belo ed Agenore, mentre alcune fonti le attribuiscono anche un terzo figlio di nome Lelego.
Secondo fonti meno antiche, Lybee (Líbia) divenne madre di Belo con Zeus, mentre nelle Fabulae Igino cita Libye come figlia di Palamede (che corregge poi con Épaso) e madre di Líbia avuta da Hermes.

## Mitologia romana
Nella mitologia romana, Líbia manteneva lo stesso padre Épafo ma era figlia di Cassiopea (per i romani sua moglie) e fu data in sposa a Nettuno che gli diede un figlio di nome Busiride il quale divenne un brutale tiranno nell'Alto Egitto.

## Albero genealogico
| Zeus | Zeus | Zeus      | Zeus      | Zeus      | Zeus      |           |           |       |       |       |       | Io | Io | Io      | Io      | Io      | Io      |         |         |  |  | Nilo  | Nilo  | Nilo  | Nilo  | Nilo  | Nilo  |  |  |  |  |  |  |  |  |  |  |  |  |  |  |  |  |  |  |
| Zeus | Zeus | Zeus      | Zeus      | Zeus      | Zeus      |           |           |       |       |       |       | Io | Io | Io      | Io      | Io      | Io      |         |         |  |  | Nilo  | Nilo  | Nilo  | Nilo  | Nilo  | Nilo  |  |  |  |  |  |  |  |  |  |  |  |  |  |  |  |  |  |  |
|      |      |           |           |           |           |           |           |       |       |       |       |    |    |         |         |         |         |         |         |  |  |       |       |       |       |       |       |  |  |  |  |  |  |  |  |  |  |  |  |  |  |  |  |  |  |
|      |      |           |           |           |           | Epafo     | Epafo     | Epafo | Epafo | Epafo | Epafo |    |    |         |         |         |         |         |         |  |  | Menfi | Menfi | Menfi | Menfi | Menfi | Menfi |  |  |  |  |  |  |  |  |  |  |  |  |  |  |  |  |  |  |
|      |      |           |           |           |           | Epafo     | Epafo     | Epafo | Epafo | Epafo | Epafo |    |    |         |         |         |         |         |         |  |  | Menfi | Menfi | Menfi | Menfi | Menfi | Menfi |  |  |  |  |  |  |  |  |  |  |  |  |  |  |  |  |  |  |
|      |      |           |           |           |           |           |           |       |       |       |       |    |    |         |         |         |         |         |         |  |  |       |       |       |       |       |       |  |  |  |  |  |  |  |  |  |  |  |  |  |  |  |  |  |  |
|      |      | Poseidone | Poseidone | Poseidone | Poseidone | Poseidone | Poseidone |       |       |       |       |    |    | Líbia   | Líbia   | Líbia   | Líbia   | Líbia   | Líbia   |  |  |       |       |       |       |       |       |  |  |  |  |  |  |  |  |  |  |  |  |  |  |  |  |  |  |
|      |      | Poseidone | Poseidone | Poseidone | Poseidone | Poseidone | Poseidone |       |       |       |       |    |    | Líbia   | Líbia   | Líbia   | Líbia   | Líbia   | Líbia   |  |  |       |       |       |       |       |       |  |  |  |  |  |  |  |  |  |  |  |  |  |  |  |  |  |  |
|      |      |           |           |           |           |           |           |       |       |       |       |    |    |         |         |         |         |         |         |  |  |       |       |       |       |       |       |  |  |  |  |  |  |  |  |  |  |  |  |  |  |  |  |  |  |
|      |      |           |           |           |           |           |           |       |       |       |       |    |    |         |         |         |         |         |         |  |  |       |       |       |       |       |       |  |  |  |  |  |  |  |  |  |  |  |  |  |  |  |  |  |  |
|      |      |           |           |           |           |           |           |       |       |       |       |    |    |         |         |         |         |         |         |  |  |       |       |       |       |       |       |  |  |  |  |  |  |  |  |  |  |  |  |  |  |  |  |  |  |
|      |      | Belo      | Belo      | Belo      | Belo      | Belo      | Belo      |       |       |       |       |    |    | Agenore | Agenore | Agenore | Agenore | Agenore | Agenore |  |  |       |       |       |       |       |       |  |  |  |  |  |  |  |  |  |  |  |  |  |  |  |  |  |  |